# Quentalia callinicia
Quentalia callinicia är en fjärilsart som beskrevs av William Schaus 1929. Quentalia callinicia ingår i släktet Quentalia och familjen silkesspinnare. Inga underarter finns listade.